# Sophronica forticornis
Sophronica forticornis är en skalbaggsart som beskrevs av Stefan von Breuning 1975. Sophronica forticornis ingår i släktet Sophronica och familjen långhorningar.
Artens utbredningsområde är Ghana. Inga underarter finns listade i Catalogue of Life.